# Lichtenberg (Bayerischer Wald)
Der Lichtenberg (1028 m) ist ein Berg im Bayerischen Wald im Südosten der Stadt Freyung und liegt im Nationalpark Bayerischer Wald in rund zwei Kilometer Entfernung zur tschechischen Grenze. Schäden durch den Borkenkäfer führen zu seiner andauernden Entwaldung.
Die nächste Siedlungen ist der Ortsteil Bischofsreut der Gemeinde Haidmühle. Nächste benachbarte Berge sind im Westen der Sulzberg (1146 m) und im Osten der Kaprad (1019 m), der in Tschechien liegt.